# Order of the Star in the East
Der Order of the Star in the East (Orden des Sterns des Ostens bzw. Orden des Sterns im Osten) war eine theosophische Organisation zur Bekanntmachung und Unterstützung von Jiddu Krishnamurti als kommendem Weltlehrer bzw. Maitreya. Er bestand von 1911 bis 1927. Sein Vorgänger war von 1910 bis 1911 der Order of the Rising Sun, sein Nachfolger von 1927 bis 1929 der Order of the Star. Der Orden war Anstoß, aber nicht Ursache für die Trennung Rudolf Steiners von der Theosophischen Gesellschaft Adyar (Adyar-TG) und Gründung der Anthroposophischen Gesellschaft und führte nach seiner Auflösung zu einer schweren Krise für die Adyar-TG.

## Geschichte

### Vorgeschichte
Helena Petrovna Blavatsky schrieb 1889 im Schlusswort ihres Werkes Der Schlüssel zur Theosophie über die Zukunft der Theosophischen Gesellschaft. Dort hieß es:

„(...) abgesehen davon, dass eine große, allen zugängliche Literatur zur Verfügung steht, wird der nächste Impuls, eine große geeinte Gemeinschaft von Menschen vorfinden, die bereit sind, den neuen Fackelträger der Wahrheit willkommen zu heißen. Er wird das Denken der Menschen für seine Botschaft vorbereitet finden, eine geeignete Sprache, in die er die neue Wahrheit, die er bringt, kleiden kann, und eine Organisation, die seine Ankunft erwartet und die ihm die rein mechanischen materiellen Hindernisse und Schwierigkeiten aus dem Weg räumen wird.“

Mit dem „Impuls“ und dem „Fackelträger der Wahrheit“ war Maitreya, der kommende Weltlehrer für das Wassermannzeitalter gemeint. Die „große geeinte Gemeinschaft“ und die „Organisation“ sollte die Theosophische Gesellschaft darstellen. In einer freien Wiedergabe lautete der Text also: Der neue Weltlehrer Maitreya wird kommen und die Theosophische Gesellschaft finden. Die Theosophen haben in der Zwischenzeit die Menschheit auf seine Ankunft vorbereitet und ebnen ihm nun den Weg, damit er seine Aufgabe, die Botschaft der Wahrheit zu verkünden, erfüllen kann. Aufgrund dieser Worte erwarteten eine Reihe von Theosophen, unter ihnen Charles Webster Leadbeater und Annie Besant, die Ankunft Maitreyas.
Im Mai 1909 „entdeckte“ Leadbeater am Strand von Adyar einen 14-jährigen indischen Jungen, dessen Aura ungewöhnlich rein sein sollte – Jiddu Krishnamurti. Leadbeater meinte, in ihm den Jünger gefunden zu haben, der dem neuen Weltlehrer Maitreya als „Träger“ dienen konnte, in dessen Körper sich dieser also manifestieren sollte. Er nahm ihn in seine und der Theosophischen Gesellschaft Adyar (Adyar-TG) Obhut. Dieses Tun war ähnlich der tibetischen Tradition, einen neuen Dalai Lama zu finden. Eine Reihe von Theosophen, darunter Besant – die damalige Präsidentin der Adyar-TG –, glaubten in Folge ebenfalls, in Krishnamurti den neuen Messias zu sehen. Im März 1910 wurde Krishnamurti von Leadbeater und Besant adoptiert. In den folgenden Jahren erhielt Krishnamurti in Indien und England von den Theosophen eine sorgfältige Erziehung und Ausbildung, die ihn auf seine Aufgabe vorbereiten sollte.

### Order of the Rising Sun
Bei einem Vortrag in Madras, am 31. Dezember 1909, erwähnte Annie Besant erstmals öffentlich, dass ein „großer Lehrer und Führer“ angekommen sei. Bei vielen Theosophen, aber auch einer Reihe außerhalb stehender Personen, weckte dies Begeisterung, mancherorts in Fanatismus ausartend. Im Laufe des Jahres 1910 gründeten einige Professoren und Studenten des Central Hindu College (CHC) in Varanasi einen Unterstützungsorden für Krishnamurti, Order of the Rising Sun (Orden der aufgehenden Sonne) genannt. Der anfangs noch geheime Orden stand unter der Leitung des Theosophen und Rektors des CHC, George Arundale, wobei Besant um seine Existenz wusste und dies billigte. Nach einer unerlaubten öffentlichen Erwähnung bereits 1910, proklamierte Arundale am 11. Januar 1911 offiziell die Gründung des Ordens, der etwa 170 Mitglieder zählte.

### Order of the Star in the East
Nur drei Monate später, im April 1911, erklärte Besant, dass eine große Zahl von Menschen in den unterschiedlichsten Ländern nun zur Unterstützung Krishnamurtis bereit wären. Der Order of the Rising Sun, der nur im Rahmen des CHC bestanden hatte, war für diese Aufgabe nicht geeignet, befand Besant. Sie erklärte diesen für aufgelöst und gründete als Nachfolgeorganisation den Order of the Star in the East (Orden des Sterns des Ostens bzw. Orden des Sterns im Osten). Hier setzte sie den nun 16-jährigen Krishnamurti als Präsidenten ein, sich selbst ernannte Besant zur „Schirmherrin“, Arundale und andere Professoren des CHC übernahmen eine Reihe von Sekretärs- und Beraterposten.
Beim CHC kam es in den folgenden Jahren zu immer größeren Spannungen zwischen den Anhängern des Ordens und den außerhalb stehenden, da letztere meinten, ein derartiger Kult hätte an einer Hochschule nichts zu suchen. 1913 kam es zum Eklat: Mehrere Anhänger, unter ihnen Arundale, mussten den CHC verlassen, andere wiederum entsagten dem Orden und entschieden sich für die Hochschule.
Der Zweck des Order of the Star in the East (O.S.E.) war, Krishnamurti „die rein mechanischen materiellen Hindernisse und Schwierigkeiten aus dem Weg zu räumen“, wie Blavatsky oben formuliert hatte. Eine eigene, separate Organisation wurde neben der bereits bestehenden Adyar-TG deshalb gegründet, um auch Nicht-Theosophen den Beitritt zu erleichtern und damit einen größeren Personenkreis anzusprechen. Tatsächlich war der O.S.E. aber eine rein theosophische Vereinigung und waren auch die Mehrheit der Mitglieder Theosophen. Im Laufe der Jahre spendeten die Mitglieder des O.S.E. große Geldsummen, ausgedehnte Ländereien, Häuser und Ausstattung auf der ganzen Welt. Diese Mittel sollten für die zukünftige Tätigkeit Krishnamurtis zur Verfügung stehen, diese ermöglichen bzw. erleichtern. Daneben hatte der O.S.E. die Aufgabe, die Welt auf das Kommen des neuen Weltenlehrers aufmerksam zu machen und seine Ankunft vorzubereiten.
Die sechs Prinzipien des Ordens lauteten:
1. Wir glauben, dass ein großer Lehrer baldig in der Welt auftreten wird. Wir wollen uns bestreben, so zu leben, dass wir imstande sein werden, ihn bei seinem Auftreten zu erkennen.
2. Wir wollen uns daher bemühen, stets an ihn zu denken, und in seinem Sinne wollen wir nach unseren besten Kräften alle unsere Aufgaben und Tagespflichten zu erfüllen suchen.
3. Wir wollen danach trachten, soweit unsere anderen Pflichten es gestatten, täglich einen Teil unserer Zeit auf eine Arbeit zu verwenden, die mithelfen kann, sein Kommen anzubahnen.
4. Wir wollen als die hauptsächlichsten Charaktereigenschaften in unserem täglichen Leben zu bestätigen suchen: Hingebung, Standhalten, Sanftmut.
5. Wir wollen daran denken, jeden Tag mit einer kurzen Sammlung zu beginnen und zu enden, indem wir um seinen Segen bitten für alles, was wir um seinetwillen und in seinem Sinne tun.
6. Wir betrachten es als unsere besondere Pflicht, Erhabenheit anzuerkennen und sie zu verehren, wo auch immer sie sich zeigen mag. Wir wollen uns bemühen, stets nach Kräften mitzuarbeiten mit denen, die spirituell uns überlegen sind.[10][11][12]

Nachdem Krishnamurti im August 1922 in Ojai zwei Wochen lang über einem Bild Maitreyas meditiert hatte, erlebte er seinen Angaben zufolge erstmals eine Vision von ihm. Das Bekanntwerden dieses Ereignisses nährte bei den O.S.E.-Mitgliedern in aller Welt die Hoffnung auf einen baldigen Durchbruch. In den folgenden Jahren hielt die Spannung an und bei jedem öffentlichen Auftreten Krishnamurtis suchten die Zuhörer nach Zeichen der endgültigen Manifestation Maitreyas in seinem Körper. Bei einem Vortrag am 28. Dezember 1925 in Ommen meinten die Anwesenden, dieses Ereignis sei eingetreten, da sich während der Rede sein Gesichtsausdruck sowie seine Stimme verändert hatte. Daraufhin kam es teils zu hysterischen Reaktionen und es setzte ein Sturm mancher O.S.E.-Mitglieder auf noch gar nicht existente Posten in einer erträumten zukünftigen Weltordnung ein. Arundale ernannte 1926 gar zehn „Apostel“ als künftige Jünger Krishnamurtis/Maitreyas; die auf das Dutzend fehlenden zwei Apostel sollten später ernannt werden. Arundale behauptete öffentlich, dies sei ihm von den Meistern der Weisheit aufgetragen worden. Alle zehn waren Mitglieder der Adyar-TG.

### Order of the Star
Im Juni 1927 befanden die Mitglieder, der Name Order of the Star in the East sei nicht mehr zeitgemäß, da die Worte in the East auf einen „kommenden“ Weltenlehrer hindeuten würden. Die Tage der Erwartung aber wären vorbei, Krishnamurti sei hier, Maitreya spreche durch ihn und er sei ihr Lehrer. Deshalb änderte man den Ordensnamen auf Order of the Star (Orden des Sterns). Krishnamurti aber zog sich nun immer weiter vom Kult um seine Person zurück, sprach seltener von Maitreya und distanzierte sich zusehends von der Adyar-TG.
Am 3. August 1929 erklärte er in Ommen, vor rund 3.000 Zuhörern, die Auflösung des etwa 60.000 Mitglieder zählenden Order of the Star. Er sagte:

„Ich behaupte, dass die Wahrheit ein pfadloses Land ist und dass es keine Pfade gibt, die zu ihr hinführen – keine Religionen, keine Sekten. (...) Die Wahrheit ist grenzenlos, sie kann nicht konditioniert, sie kann nicht auf vorgegebenen Wegen erreicht und daher auch nicht organisiert werden. Der Glaube ist eine absolut individuelle Angelegenheit und man kann und darf ihn nicht in Organisationen pressen. Falls man es tut, wird er zu etwas Totem, Starrem. (...) Solche Organisationen verkrüppeln das Individuum, hindern es daran zu wachsen und seine Einzigartigkeit zu leben, die ja darin liegt, dass es ganz alleine diese absolute, uneingeschränkte Wahrheit entdeckt. (...) Ihr könnt andere Organisationen gründen und auf jemand anders warten. Damit habe ich nichts zu tun. Ich habe kein Interesse daran, neue Gefängnisse zu errichten und neue Dekorationen für diese Gefängnisse zu kreieren. Mein einziges Interesse liegt in der absoluten, uneingeschränkten Befreiung des Menschen!“

Kurz darauf vollzog Krishnamurti auch seinen Austritt aus der Adyar-TG und begann die dem Orden gespendeten Ländereien, Häuser und Gelder an ihre früheren Besitzer zurückzugeben.

## Die Folgen

### Die Anthroposophische Gesellschaft
Die erste für die Adyar-TG ungünstige Auswirkung stellte sich bereits im Dezember 1912 ein, nur etwa eineinhalb Jahre nach der Gründung des Order of the Star in the East (O.S.E.). Rudolf Steiner stand seit 20. Oktober 1902 der Deutschen Sektion der Theosophischen Gesellschaft (DSdTG) als Generalsekretär vor. Er hatte diesen Posten nur unter der Bedingung angenommen, „an den abendländischen Okkultismus“ (, Seite 164) anknüpfen zu können und nicht strikt den Lehren und Weisungen der Adyar-TG folgen zu müssen. Dementsprechend verfolgte Steiner seit etwa 1905 einen zunehmend eigenständigen, getreu dem in seinem Frühwerk formulierten goetheanistischen Weltbild von den Lehren der Adyar-TG unabhängigen Kurs. Er lehnte die immer größer werdende Dominanz indischer Religionen und Philosophien im Lehrgebäude der Adyar-TG ab und suchte stattdessen Verbindungen zur gesamten abendländischen Tradition. Bei theosophischen Kongressen wie jenen im Mai 1907 in München oder Mai/Juni 1909 in Budapest traten die Differenzen offen zutage. Steiner stellte Jesus Christus ins Zentrum seiner Ausführungen, die Adyar-TG-Anhänger betonten hingegen die Synthese aller Religionen mit einem Schwerpunkt auf Indien. Nur durch das Zugeständnis weitestgehender Autonomie der DSdTG gegenüber der Muttergesellschaft in Adyar konnte eine „gütliche Einigung“ zwischen Steiner und Annie Besant, der Präsidentin der Adyar-TG, erzielt werden.
Die inneren Gräben waren aber mittlerweile unüberbrückbar geworden: Das zeigte sich, als ein für September 1911 in Genua geplanter Kongress, den Steiner als Bühne für seine Lehre nutzen wollte, von Besant abgesagt wurde. Der im April 1911 von Besant ins Leben gerufene O.S.E. als Kultstätte für Krishnamurti, den neuen Weltenlehrer, widersprach völlig Steiners Christusverständnis; demgemäß lehnte er sowohl den O.S.E. als auch Krishnamurti als „Messias“ ab. Am 16. Dezember 1911 gründete Steiner mit seinen Anhängern auf der Generalversammlung der DSdTG den Bund für anthroposophische Arbeit als Vorläufer der Anthroposophischen Gesellschaft. Unter der Leitung Steiners forderte der Vorstand der DSdTG am 8. Dezember 1912 seine Mitglieder ultimativ auf, aus dem O.S.E. auszutreten, ansonsten sie aus der DSdTG ausgeschlossen würden. Daran anschließend sandte der Vorstand am 11. Dezember 1912 an Besant ein Telegramm, das ihren Rücktritt forderte. Besant schloss daraufhin in einem mit 14. Januar 1913 datierten Brief die DSdTG aus der Adyar-TG aus, indem sie die Stiftungsurkunde zurückzog.
Am 3. Februar 1913 folgte die offizielle Gründung der Anthroposophischen Gesellschaft, etwa 2.400 DSdTG-Mitglieder kehrten der Adyar-TG den Rücken und schlossen sich Steiner an. Nur rund 320 Personen blieben bei der wiederbegründeten DSdTG. Die zu dieser Zeit (1912/1913) weltweit etwa 16.000 Mitglieder zählende Adyar-TG verlor damit rund 15 Prozent ihrer Mitglieder. In den folgenden Jahren fielen auch in anderen europäischen Ländern, vor allem England, Frankreich und den Niederlanden mehrere Hundert Mitglieder von der Adyar-TG ab und schlossen sich den Anthroposophen an. Im deutschsprachigen Raum konnte sich die Adyar-TG bis heute nicht von dieser Spaltung erholen und fristet im Vergleich zur Anthroposophie nur ein Schattendasein.
In zahlreichen Werken wird der Sachverhalt stark vereinfachend so dargestellt, dass der Kult um Krishnamurti bzw. der O.S.E. der Grund für Steiners Ausscheiden aus der Adyar-TG war. Tatsächlich war dies aber nur der letzte Anstoß einer bereits sich seit Jahren vollziehenden Trennung. Aus dem oben Gesagten kann der Schluss gezogen werden, dass es auch ohne O.S.E/Krishnamurti über kurz oder lang dazu gekommen wäre.

### Die Auflösung desOrder of the Star
Auch wenn sich die Abspaltung der Anthroposophen für die Adyar-TG im deutschsprachigen Raum schwerwiegend auswirkte, waren die weltweiten Folgen gering. Bereits 1920 hatte sich der Mitgliederstand auf rund 36.000 mehr als verdoppelt und 1928 erreichte die Adyar-TG mit etwa 45.000 Personen ihren Höchststand. Ein wesentlicher Schubfaktor dieses schnellen Wachstums war der O.S.E. bzw. Order of the Star gewesen, zahlreiche Mitglieder des Ordens traten auch gleichzeitig der Adyar-TG bei.
Die Auflösung des Ordens durch Krishnamurti am 3. August 1929 glich einem Erdbeben für die Adyar-TG. Die meisten mit dem Orden in Verbindung stehenden Menschen sahen sich um ihre Hoffnungen und Träume betrogen, allerorts machte sich Zweifel breit, manchmal in Verzweiflung ausartend. Viele der sich in ihrem Vertrauen getäuscht sehenden verließen die Adyar-TG. Zwischen manchen Theosophen kam es zu Streitigkeiten und Auseinandersetzungen die in gegenseitigen Schuldzuweisungen endeten und zu weiteren Austritten führten. Die Mitgliederzahl der Adyar-TG fiel auf deutlich unter 30.000, die gesamte Organisation war auf Jahre hinaus gelähmt. Erschwert wurde die Situation durch die nachlassende Gesundheit und Kraft der Präsidentin Annie Besant, die 1929 in ihrem 82. Lebensjahr stand. Sie konnte die zur Überwindung der Krise notwendige Dynamik nicht mehr aufbringen, blieb Krishnamurti aber weiterhin persönlich verbunden und blockierte somit Aufbruch und Neuausrichtung der Adyar-TG. Erst nach ihrem Tod am 20. September 1933 erholte sich die Adyar-TG unter ihrem Nachfolger George Arundale langsam und konnte wieder innere Stabilität gewinnen; 1939 betrug der Mitgliederstand rund 33.000 Personen.
Die Rufschädigung für die Adyar-TG war jedoch enorm und wirkt bis heute fort. Durch den O.S.E. wurde und wird die Theosophie mit betrügerischen Erlöserfiguren, falschen Heilsversprechungen und unseriösen esoterischen Praktiken in Verbindung gebracht.
Zur Klarstellung und um Verwechslungen zu vermeiden: Die Theosophische Gesellschaft spaltete sich 1895 in zwei konkurrierende Organisationen, einerseits die Theosophische Gesellschaft Adyar (Adyar-TG) und andererseits die Theosophische Gesellschaft in Amerika (heute Theosophische Gesellschaft Pasadena). Diesem Schisma folgten in den folgenden Jahren noch eine Reihe weiterer Spaltungen, die zu einer Unzahl an unterschiedlichen Theosophischen Gesellschaften führten. Häufig wird stark vereinfachend nur von der Theosophischen Gesellschaft (TG) gesprochen; das ist aber unrichtig, weil es seit 1895 die TG im Singular nicht mehr gibt. Das oben beschriebene Geschehen betraf ausschließlich die Adyar-TG; andere TGs waren darin nicht verwickelt.